# Саббура (нохія)
Саббура (араб. ناحية صبورة‎‎) — нохія у Сирії, що входить до складу району Саламія провінції Хама. Адміністративний центр — с. Саббура.
| Сирія | Це незавершена стаття з географії Сирії. Ви можете допомогти проєкту, виправивши або дописавши її. |